# Myrmarachne militaris
Myrmarachne militaris este o specie de păianjeni din genul Myrmarachne, familia Salticidae, descrisă de Szombathy, 1913. Conform Catalogue of Life specia Myrmarachne militaris nu are subspecii cunoscute.